# Längsfleckiger Marienkäfer
Der Längsfleckige Marienkäfer, Längsstreifige Marienkäfer oder Gestreifte Marienkäfer (Myzia oblongoguttata) ist ein Käfer aus der Familie der Marienkäfer (Coccinellidae). Er gehört zu den größten in Mitteleuropa heimischen Marienkäfern.

## Merkmale
Die Käfer werden sechs bis neun Millimeter lang. Ihre Deckflügel sind rostbraun bis rotbraun gefärbt und haben weißliche, längliche Flecken und Linien, die auch ineinanderlaufen können. Neben dem Schildchen (Scutellum) befindet sich immer beidseits je ein weißer Fleck, die übrige Musterung ist variabel. Die gesamte Oberseite ist fein punktiert. Der Halsschild ist ebenfalls rostbraun und ist an den Seiten großzügig hell gefärbt. Ihre Fühler und Beine sind braun. 

## Vorkommen
Die Tiere kommen in Europa und Asien bis weit in den hohen Norden und auch in Nordamerika vor. Sie leben vor allem in Nadelwäldern von tiefen Lagen bis in die subalpine Zone. Man findet sie meist an Kiefern.

## Lebensweise
Die Imagines beobachtet man gewöhnlich von April bis Oktober. Sowohl die Imagines als auch die Larven ernähren sich von an Nadelgehölzen lebenden Blattläusen und Blattflöhen. Die Verpuppung dauert etwa 5 Tage. Die adulten Käfer der letzten Sommergeneration überwintern in der Bodenstreu.

## Entwicklungsstadien

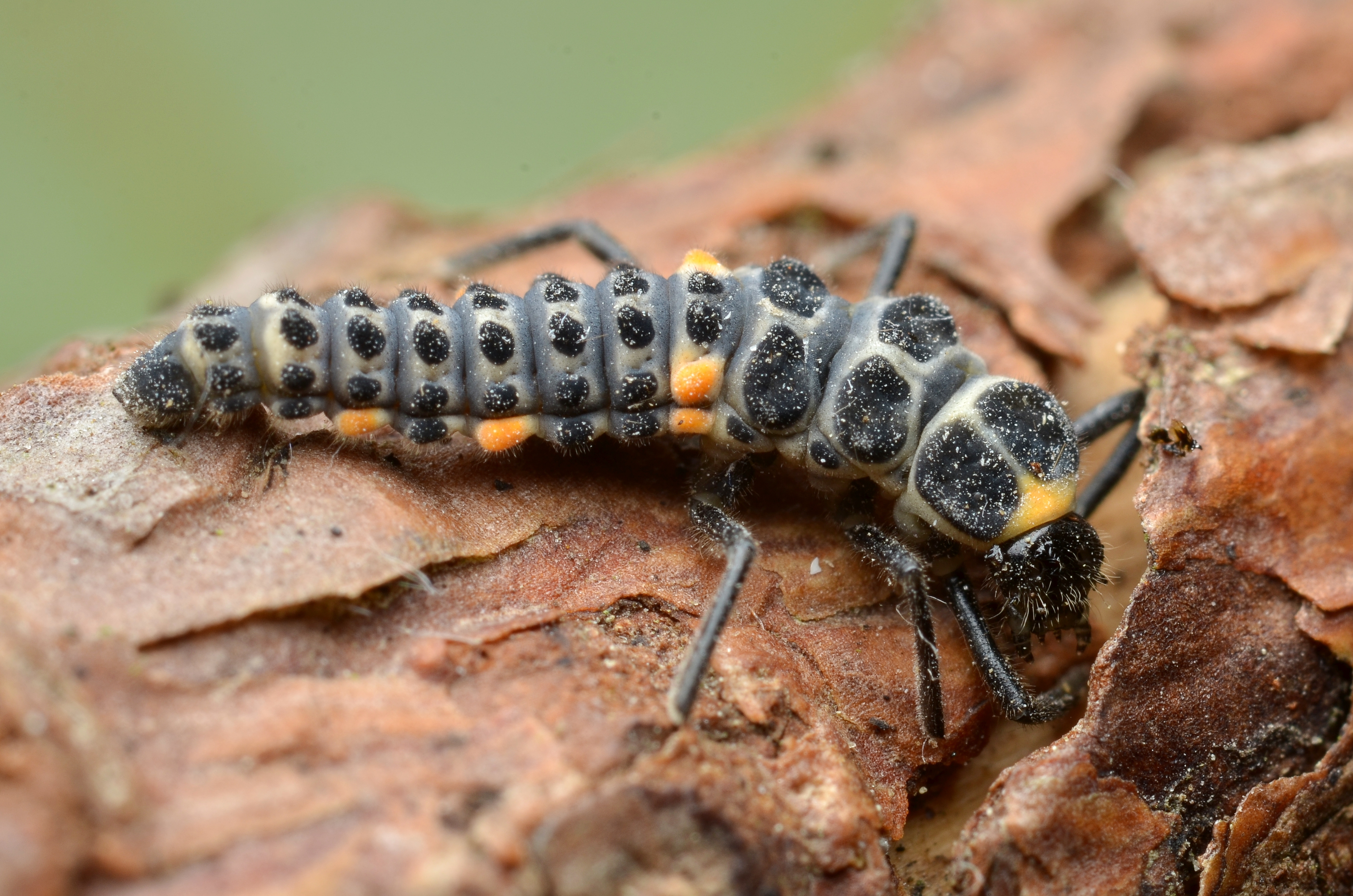
Larve
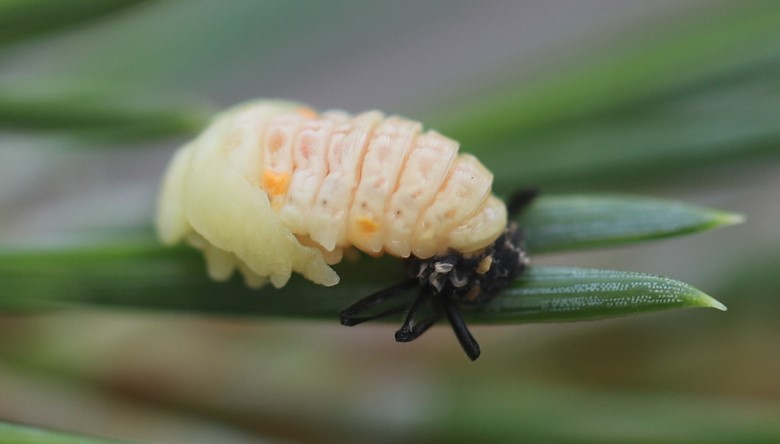
Während der Verpuppung
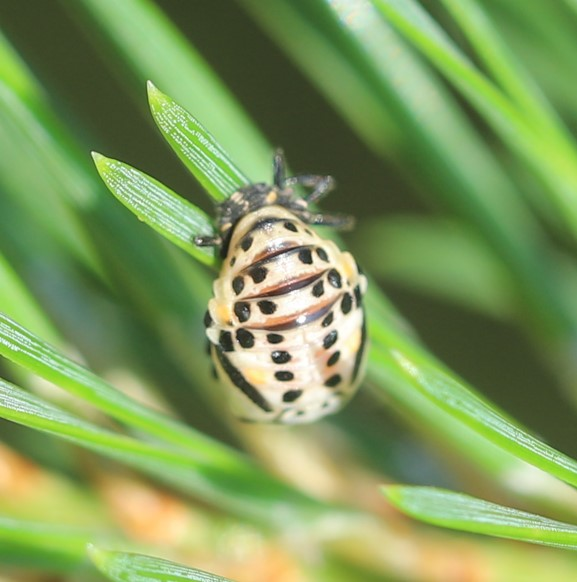
Puppe